# Greece Juniors 2019
Das Greece Juniors 2019  (auch Hellas Junior International 2019 genannt) als bedeutendstes internationales Nachwuchsturnier von Griechenland im Badminton fand vom 10. bis zum 12. Mai 2019 im Mikra National Sports Center in Kalamaria in Thessaloniki statt.

## Sieger und Platzierte
| Disziplin    | Gold                      | Silber                         | Bronze                              |
| ------------ | ------------------------- | ------------------------------ | ----------------------------------- |
| Herreneinzel | Huang Yu-kai              | Stanislav Proskura             | Georgii Lebedev                     |
| Herreneinzel | Huang Yu-kai              | Stanislav Proskura             | Iliyan Stoynov                      |
| Dameneinzel  | Clara Lassaux             | Grammatoula Sotiriou           | Ayça Özgür                          |
| Dameneinzel  | Clara Lassaux             | Grammatoula Sotiriou           | Bahar Yavru                         |
| Herrendoppel | Georgii Lebedev Egor Velp | Nurullah Saraç Tayfun Taşdemir | Semih Baha Başakın Serkan Uğurlu    |
| Herrendoppel | Georgii Lebedev Egor Velp | Nurullah Saraç Tayfun Taşdemir | Chen Peng-yuan Chu Tzu-cheng        |
| Damendoppel  | Wang Szu-min Wei Wan-yi   | Ece Sare Başakın Zehra Erdem   | Justine Coquio Charlotte Ganci      |
| Damendoppel  | Wang Szu-min Wei Wan-yi   | Ece Sare Başakın Zehra Erdem   | Yasemen Bektaş Cansu Erçetin        |
| Mixed        | Huang Yu-kai Wei Wan-yi   | Semih Baha Başakın Zehra Erdem | Liao Po-kai Da Gu La Wai E Si Le Po |
| Mixed        | Huang Yu-kai Wei Wan-yi   | Semih Baha Başakın Zehra Erdem | Orçun Öztürk Ayça Özgür             |